# Centro sirio de investigación y estudios científicos
El centro de investigación y estudios científicos (Scientific Studies and Research Center en inglés, Centre d'Etudes et de Recherches Scientifiques — abreviado CERS — en francés) es una agencia gubernamental siria cuyo objetivo es la coordinación de actividades científicas del país.
Trabaja en la investigación y desarrollo para el avance en materia social y económica de Siria, particularmente en la computerización de las agencias gubernamentales. Se considera que tiene mejor capacidad técnica y equipamiento que las universidades sirias. Los servicios de inteligencia del grupo Jane's y otros analistas cree que es responsable de la investigación y desarrollo de armas químicas, nucleares y biológicas, incluyendo misiles balísticos y armas convencionales avanzadas.

## Historia
El centro se creó en 1971, siguiendo una directiva presidencial de 1969. El primer director fue Abdullah Watiq Shahid, físico nuclear que había sido ministro de educación superior en 1967. Por aquel entonces el centro fue una agencia civil, sin embargo el objetivo de Shahid era convertirlo en un centro de desarrollo armamentístico. En 1973 el presidente Hafez al-Assad autorizó relaciones entre el centro y el ejército sirio. De esta forma el centro se convirtió en la agencia principal para desarrollo y mejora de armas del ejército. Aunque el centro seguía teniendo naturaleza civil, Ziauddin Sardar, en su libro de 1982 Ciencia y tecnología en Oriente Medio informaba que el centro pertenecía al ministerio de defensa y llevaba a cabo investigaciones militares.
En 1983 el jefe de personal militar se convirtió en el  responsable de nombrar a los miembros de la junta y el personal técnico del centro. Los militares eran también responsables de los nombramientos en la nueva sucursal para ciencia aplicada, el Instituto superior de ciencia aplicada y tecnología(HIAST). El director del centro adquirió rango ministerial. La producción de armas químicas se convirtió en uno de los proyectos principales del centro. Diversas informaciones en medios informan desde entonces de la creación de plantas de producción de Sarin, VX y gas mostaza cerca de Damasco, Hama, Homs, Aleppo y latakia. Algunas o todas estas plantas de producción comenzaron teniendo naturaleza civil.
La inteligencia occidental cree que la estructura de adquisición de armas químicas y biológicas utiliza el CERS como pantalla. Este centro ha recibido formación, tecnología y material por parte de fuentes rusas para la producción de gas nervioso VX.
En junio de 1996 la CIA descubrió que el centro recibió un cargamento de componentes de misiles por parte de una  corporación China CPM, exportadora de maquinaria de precisión, como parte de una colaboración que se ampliaría en posteriores años.
En 2005, el presidente de los Estados Unidos, George W. Bush emitió la orden ejecutiva 13382, bloqueando la propiedad y soporte de armas de destrucción masiva, lo cual prohibía a los ciudadanos de Estados Unidos y residentes a realizar negocios con el SSRC. En 2007 el departamento del tesoro de los Estados Unidos bloqueó a 3 subsidiarias del SSRC: El Instituto de ciencia aplicada y Tecnología(HIAST), el Instituto de Electrónica y el Laboratorio de Calibración y Normas Nacionales(NSCL).
En 2010, Nitzan Nuriel, director de la Oficina de contra terrorismo de Israel, dijo que el centro habría transferido sus armas a Hamás y Hezbollah y que la comunidad internacional debería advertir al gobierno Sirio de que el centro sería derruido si continuaba armando a organizaciones terroristas.

### Guerra civil en Siria
El 31 de enero de 2013, una de las instalaciones del centro, localizada en Jamraya, fue dañada por un ataque de Israel, creyéndose que el objetivo de tal ataque era un convoy que transportaba armas antiaéreas desde el SSRC a la milicia Chií Hezbollah en el Líbano.
De acuerdo a los informes de inteligencia de los Estados Unidos, en agosto de 2013, el SSRC preparó munición química para llevar a  a cabo ataques químicos contra civiles sirios.
De acuerdo a la inteligencia francesa, el CERS es responsable de producir agentes tóxicos para su uso durante una guerra, resaltando que la delegación 450 es responsable de rellenar munición con componentes químicos y de la seguridad del emplazamiento donde se almacenan agentes químicos.
El 24 de abril de 2017, semanas después del ataque químico de Khan Shaykhun, el departamento del tesoro de los Estados Unidos impuso sanciones a 271 empleados del SSRC por su presunta implicación en la fabricación de armas químicas.
En septiembre de 2017 la Fuerza Aérea de Israel bombardeó la instalación del CERS próxima a Masyaf, que probablemente funcionaba como una fábrica de misiles avanzados. 2 soldados sirios murieron en este ataque y la instalación fue dañada de forma severa, destruyéndose muchas armas almacenadas. Los medios sirios informaron de otro ataque en diciembre de 2017.
El 14 de abril de 2018, el observatorio de derechos Humanos de Siria informó que la instalación del CERS en Damasco había sido dañada considerablemente durante los ataques con misiles realizados a centro de producción de armamento químico. Los oficiales del Pentágono informaron después de que la instalación había sido destruida.